# 스반어
스반어(Svan, 조지아어: სვანური ენა svanuri ena)는 조지아 서부의 스바네티 지역에서 주로 스반인들이 사용하는 언어이다. 화자 수는 30,000~80,000명으로 다양하게 추산되며 UNESCO에서 확실한 사멸 위기 언어로 지정되어 있다. 카르트벨리어족의 독자적 분파를 이루며, 다른 카르트벨리 언어들에서 사라진 특징들을 많이 보존하고 있다.

## 같이 보기
- 스반인